# Grote Oosterse Kwestie
De Grote Oosterse Kwestie, ook kortweg oosterse kwestie of oosters vraagstuk genoemd, was eerst het vraagstuk hoe nationalistische bewegingen van verschillende christelijke volkeren in het Ottomaanse rijk en de imperialistische ambities van grote Europese mogendheden bevredigd konden worden zonder het Ottomaanse rijk geheel te vernietigen en later, toen het Ottomaanse rijk toch niet meer te redden viel en spoedig de geest zou geven, hoe het Ottomaanse rijk zo opgedeeld kon worden, zonder dat het machtsevenwicht tussen verschillende Europese mogendheden verstoord zou raken, want dit zou het risico vormen van het ontstaan een allesomvattende oorlog tussen de Europese mogendheden. De kwestie vormde vooral een twistappel tussen Groot-Brittannië en Rusland, maar ook Frankrijk, Duitsland, Oostenrijk-Hongarije en de Balkanstaten raakten erbij betrokken. Ook voor de zionisten was de kwestie van groot belang. 

## Het ontstaan van de Grote Oosterse Kwestie

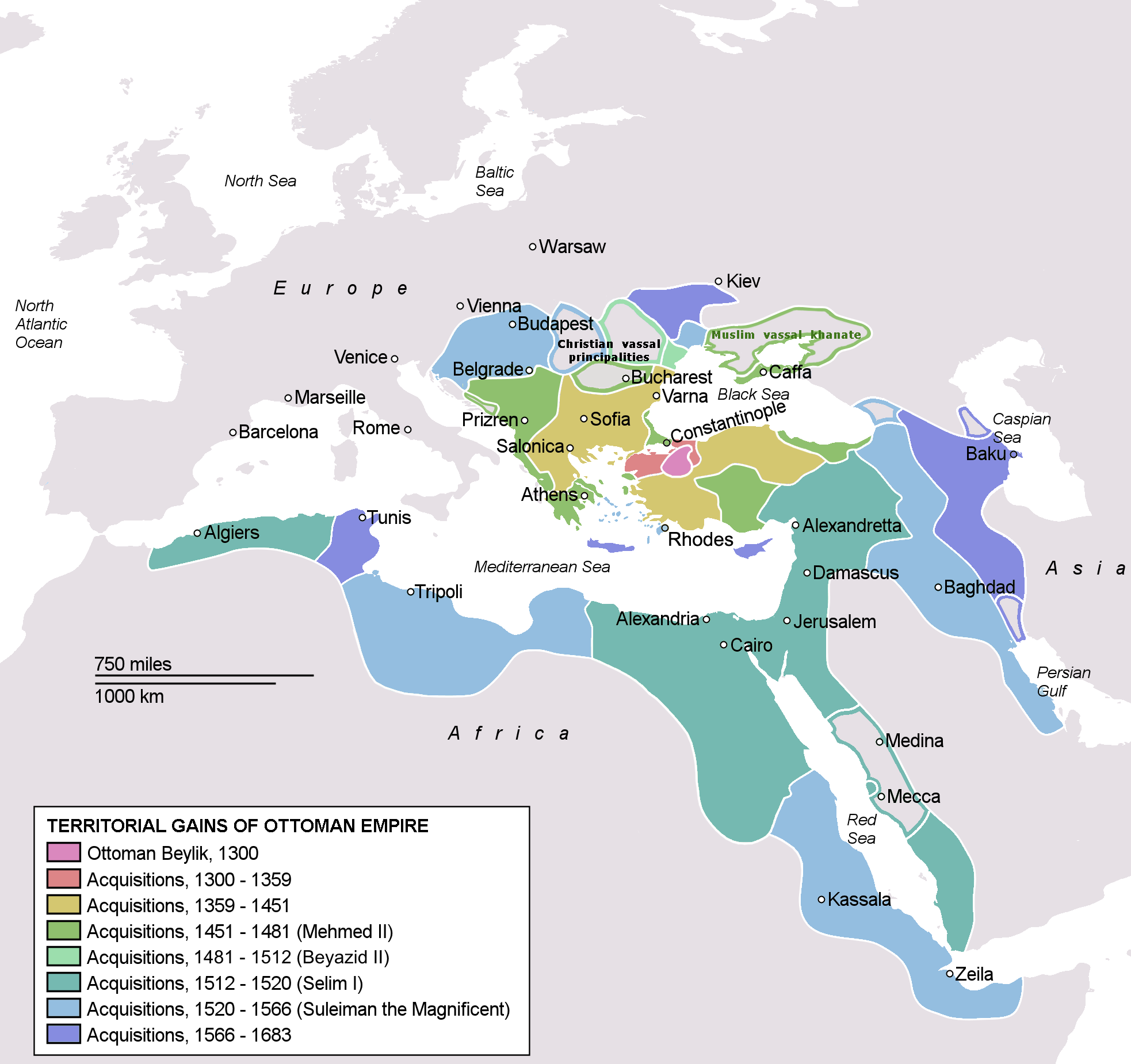
Het Ottomaanse Rijk op haar hoogtepunt in 1683

In 1529 en 1683 hadden de Turken op het hoogtepunt van hun macht Wenen belegerd. Sindsdien ging het bergafwaarts met het Osmaanse Rijk, hoewel dit in de 17e en 18e eeuw naar de buitenwereld nog niet bleek. Maar het Rijk bleek snel economisch steeds afhankelijker van het westen te worden (de handelsbalans met Westerse staten was sterk negatief), en het Rijk kon deze staten ook militair niet meer bijbenen. 
Rusland drong steeds verder naar het zuiden op (5e en 6e Russisch-Turkse oorlogen). In 1799 bezette Napoleon het Osmaanse Egypte. Om hem te verjagen moesten de Turken een andere Westerse mogendheid om hulp vragen: Engeland. Het was de meeste Westerse politici en diplomaten nu wel duidelijk dat de dagen van het Osmaanse Rijk geteld waren, en men werd begerig naar stukken Osmaans gebied of concessies. Bijkomend was het ook nog een enorme impuls voor de christelijke onderdanen van het Rijk toen het revolutionaire Frankrijk Dalmatië verwierf en dus een buurman werd van de onderworpen christelijke gebieden.
De naam Oosterse kwestie werd voor het eerst gebruikt in het diplomatieke discours ten tijde van het Congres van Verona in 1822. De Oosterse kwestie stond hoog op de politieke en diplomatieke agenda van de verschillende Europese mogendheden. Europese mogendheden concurreerden met elkaar over wie welk recht of invloedssfeer zou verkrijgen binnen het Ottomaanse rijk.

## 19e eeuw
In de jaren 1815-1830 verwierven Servië en Griekenland de onafhankelijkheid. Dit vond met de steun van Engeland, Frankrijk en Rusland plaats, die ieder hun eigen redenen hadden om de Grieken te steunen. Deze landen begonnen elkaar na verloop van tijd echter meer en meer te wantrouwen. 
Frankrijk had het gemunt op de "capitulaties": speciale rechten in Libanon die de Fransen als beschermers van de christenen al eeuwenlang hadden en die Frankrijk nu trachtte te versterken om invloed te winnen. 
Engeland wilde graag zijn route naar Indië en het Oosten beschermen, en verwierf hiervoor o.a. Aden. Met het graven van het Suezkanaal werd Egypte steeds belangrijker. Hier kwamen de Engelsen tegenover de Fransen te staan, waarna de laatsten bakzeil moesten halen. De Engelsen beschermden daarnaast hun bankwezen, dat grote bedragen in het Osmaanse Rijk had uitstaan. 
Rusland ging eenvoudiger te werk: het voerde regelmatig oorlog met de Turken. Rusland wilde graag een ijsvrije haven in de Middellandse Zee. De tsaar wist de sultan grote gebieden afhandig te maken, maar moest vaak, na bemiddeling van andere mogendheden, zijn eisen matigen. In de Krimoorlog kwam het zelfs tot een confrontatie tussen Rusland enerzijds en Frankrijk en Engeland anderzijds. 
Oostenrijk-Hongarije wilde controle over de Balkan. Het land kampte zelf met ernstige problemen door interne verdeeldheid die het, volgens Wenen, slechts met een krachtig buitenlands beleid kon pareren. Dit leidde tot de politiek om Servië te steunen en te beschermen tegen buurlanden.
Duitsland raakte geïnteresseerd in Turkije omdat het een laatkomer op koloniaal gebied was. Het wilde zoals de andere mogendheden mondiale invloed en overzeese gebiedsdelen en trachtte dit met invloed in Turkije te compenseren. Bovendien lag het Osmaanse Rijk strategisch en hadden Duitse bedrijven winstgevende orders uit dit land in de wacht gesleept. Duitsland had er dus dan weer alle belang bij het Osmaanse Rijk stand te laten houden.
De kleinere Balkanstaten wilden graag hun gebied uitbreiden en gaven als reden op dat de gebieden door etnische Serviërs, Grieken of Bulgaren bewoond werden. Hieruit vloeide de Macedonische Kwestie voort.
De zionisten hadden eind 19e eeuw ten slotte hun zinnen gezet op een nationaal joods tehuis in Palestina. Ze trachtten hiertoe via een charme-offensief steun te winnen: niet slechts bij de sultan, maar ook bij andere mogendheden die de Turken onder druk konden zetten of wellicht de toekomstige eigenaren van het gebied zouden worden.

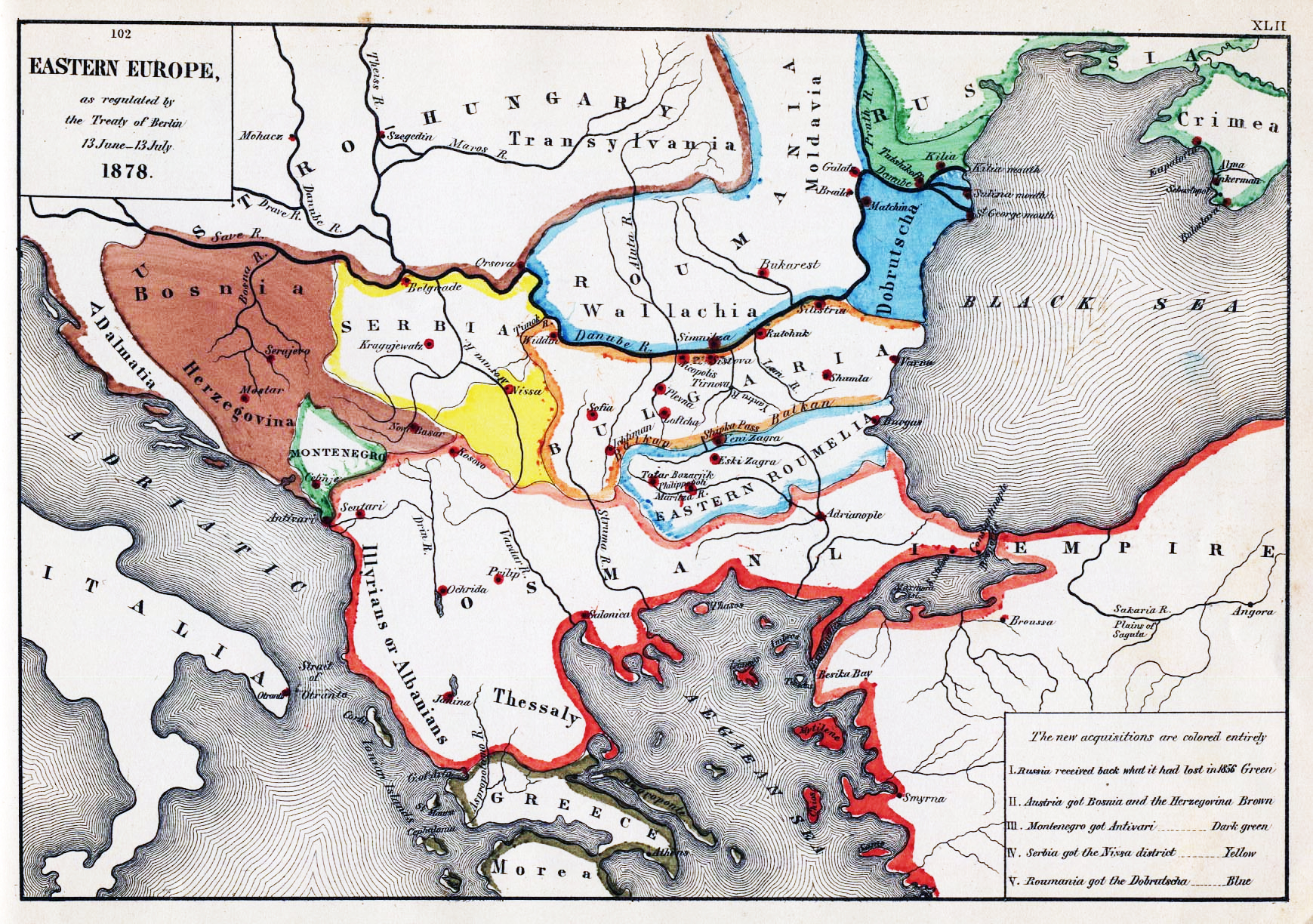
Zuidoost-Europa na het Congres van Berlijn

## Van deVrede van San Stefanoen hetCongres van Berlijntot deBalkanoorlogen
In 1877 wist Rusland de Turken vernietigend te verslaan maar werd opnieuw teruggefloten, deze keer door Oostenrijk-Hongarije, Duitsland en Engeland. Dit leidde bijna tot een oorlog die Duitsland echter door bemiddeling wist te voorkomen. Op het Congres van Berlijn werd een voorlopige oplossing gevonden die ieder land zo veel mogelijk tegemoetkwam maar Turkije en zijn Macedonische bezittingen intact liet. Oostenrijk-Hongarije kreeg Bosnië, Servië en Griekenland kregen kleine uitbreidingen, Bulgarije kreeg autonomie, Engeland kreeg Cyprus. Ieder land (maar vooral Bulgarije en Rusland) vond dat het er te veel bij had ingeschoten. Ondanks deze teleurstelling richtte Rusland zich na 1878 op Centraal- en Oost-Azië en bemoeide het zich minder met het Osmaanse Rijk. De Engelse macht in Egypte en Cyprus consolideerde zich, terwijl de Balkanstaten in Macedonië de Osmanen (en elkaar) land afhandig probeerden te maken.
De Eerste en Tweede Balkanoorlogen leidden in 1912 en 1913 tot de opdeling van de Balkangebieden van het Osmaanse Rijk. Dit was de eerste keer dat de grote mogendheden niet bij een oorlog met betrekking tot de Grote Oosterse Kwestie betrokken waren. Servië, Griekenland, Bulgarije en Montenegro hadden het plan geheel zelf bedacht en uitgevoerd. In Londen, Sint-Petersburg, Berlijn en Parijs reageerde men verbijsterd, aangezien men daarnaast had verwacht dat het Osmaanse Rijk deze kleine landen toch wel zou aankunnen. Bovendien ontstond bijna een Europese oorlog omdat de belegering van de stad Skutari door Montenegro een aantal mogendheden niet zinde.

## Het einde van de Kwestie
De Eerste Wereldoorlog betekende het einde van het Osmaanse Rijk. Het rijk verdedigde zich aanzienlijk beter dan door de grote mogendheden aanvankelijk werd gedacht, waardoor de Britten bij Basra en een coalitieleger bij Gallipoli nederlagen leden. Gedurende de lange oorlogsjaren slaagden de Osmanen er in om op vele fronten tegelijk (Gallipoli, Kaukasus, Levant, Mesopotamië) stand te houden. 
In 1918 was slechts Anatolië onbezet, en in 1920 legden de geallieerden de Turken het Verdrag van Sèvres op. Het Rijk werd opgedeeld in mandaatgebieden: Britse, Franse, en Italiaanse. Daarnaast kreeg Armenië de onafhankelijkheid, en mochten de Grieken een deel van Anatolië bezetten. De Britten hielden Istanbul en de zeestraten bezet. Rusland was tijdens de Kaukasuscampagne met de Turken, door de revolutie uitgevallen en had andere problemen aan het hoofd. De Arabische gebieden van het rijk zouden uiteindelijk opgaan in Jemen en Saoedi-Arabië.
Tijdens de jaren van de Eerste Wereldoorlog vonden er in Anatolië gruwelijkheden plaats die nauw samenhangen met het einde van de Oosterse Kwestie. De Osmanen hadden lange tijd moeten toezien hoe zij grondgebied verloren, eerst in Oekraïne en de Kaukasus, daarna in Noord-Afrika en de Balkan. Dit was telkens gepaard gegaan met de verdrijving van en moord op de daar gevestigde Osmaans-Islamitische minderheden. Groepen zoals de Circassiërs uit de Kaukasus, maar ook grote aantallen Moslims die uit de Balkan waren verdreven na de Balkanoorlogen van 1912-1913, werden gevestigd in Anatolië. Toen de Eerste Wereldoorlog uitgebroken was, vreesden de geradicaliseerde Jong Turken, die sinds 1908 na een revolutie aan de macht waren gekomen, een herhaling van dit scenario in Anatolië. Dit werd ontoelaatbaar geacht. Daarom werd besloten dat de inheemse christelijke minderheden (Armenen en Arameeërs, later ook Grieken) moesten verdwijnen. Resultaat hiervan was de Armeense Genocide. Tijdens de Grieks-Turkse Oorlog (1919-1922), die een jaar na het einde van de Eerste Wereldoorlog begon, vonden wederom door beide partijen grootschalige verdrijvingen en moordpartijen plaats. Pas in 1923, met de stichting van de Turkse Republiek onder de ijzeren hand van Mustafa Kemal Ataturk en nadat bijna alle christelijke minderheden uit Anatolië waren vermoord en verdreven, kwam de regio tot rust en werd met rust gelaten. 
In Turkije werd de sultan ten slotte afgezet door Mustafa Kemal, die de buitenlandse mogendheden uit de Turkse gebieden wist te verdringen. De bolsjewieken tekenden de Vrede van Brest-Litovsk toen het Turkse leger onder leiding van Kemal Oost-Anatolië en Armenië heroverde en door wist te dringen tot Bakoe. De Turkse staat wist daardoor, ondanks het feit dat het een van de verliezende partijen was, toch een relatief groot gebied te verkrijgen, waaronder een gedeelte van Russisch Armenië, wat werd bekrachtigd met het verdrag van Kars. De mandaatgebieden zouden uiteindelijk de staten Libanon, Israël, Syrië en Irak vormen.